# Casalduni
Casalduni község (comune) Olaszország Campania régiójában, Benevento megyében.

## Fekvése
A megye központi részén fekszik, 60 km-re északkeletre Nápolytól, 15 km-re északnyugatra a megyeszékhelytől. Határai: Campolattaro, Fragneto Monforte, Ponte, Pontelandolfo és San Lupo.

## Története
Egyes történészi feltételezések szerint az ókori szamnisz város, Telesia területén alakult ki. Első írásos említése a 11. századból származik. A következő századokban nemesi birtok volt. A 19. században nyerte el önállóságát, amikor a Nápolyi Királyságban felszámolták a feudalizmust.

## Népessége
A népesség számának alakulása:

## Főbb látnivalói
- Castello (a település középkori vára)
- Madonna dell’Assunta-templom